# Seifhennersdorf
Seifhennersdorf è una città tedesca situata nel Land della Sassonia.
Appartiene al circondario (Landkreis) di Görlitz (targa GR).